# مجلس الرابطة الإسلامية
مجلس الرابطة الإسلامية هو فصيل من الرابطة الإسلامية الباكستانية المنقسم عن مؤتمر الرابطة الإسلامية التي كانت تدعم النظام العسكري لرئيس باكستان الجنرال محمد أيوب خان. وأبرز قياداته هم: سردار محمد ظفر الله وميان ممتاز دولانا وسردار شوكت حياة خان وشودري محمد حسين وخواجة محمد صفدر وشودري ظهور إلهي.